# Songdong-myeon
Songdong-myeon (koreanska: 송동면)  är en socken i den södra delen av Sydkorea. Den ligger i kommunen Namwon i provinsen Norra Jeolla, 250 km söder om huvudstaden Seoul.